# Combai
Combai è una frazione del comune italiano di Miane, in provincia di Treviso.

## Geografia fisica

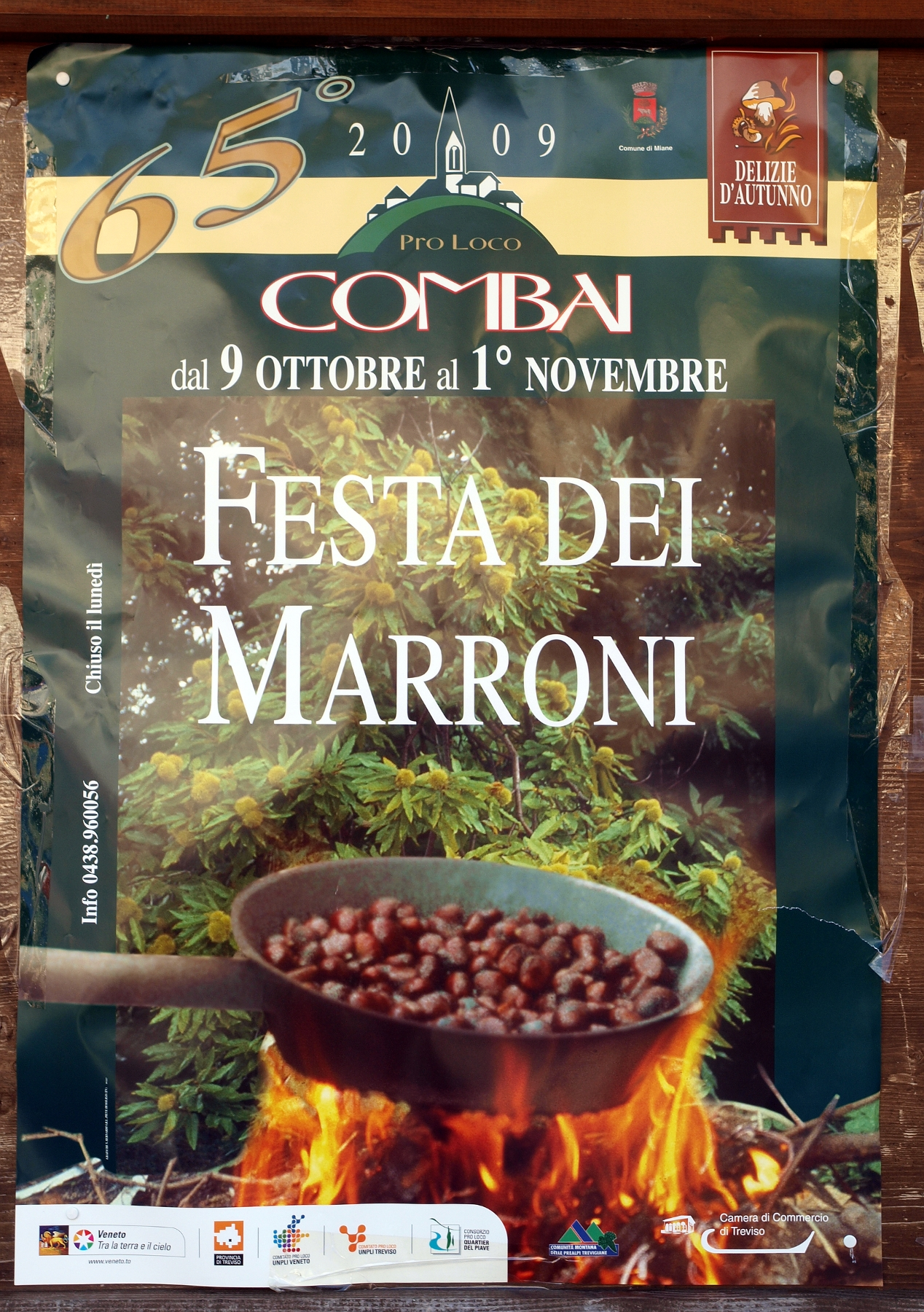
Locandina della Festa dei Marroni

Il paese si arrocca su una zona completamente collinare ai piedi delle prealpi Bellunesi (monte Cimon, 1438 m s.l.m.), a metà strada tra Miane e Guia di Valdobbiadene.
I boschi dei dintorni sono prevalentemente castagneti. I castagni furono introdotti nel medioevo per fini alimentari e gradualmente sostituirono le querce originarie; dopo un periodo di crisi, in tempi recenti la coltivazione è stata rivalorizzata con il riconoscimento del marchio IGP al marrone di Combai. Per il resto il paesaggio si caratterizza per la presenza di vigneti per la produzione di prosecco e verdiso.
Degne di nota le spinonce, dei caratteristici anfratti naturali.

## Storia
Il toponimo, citato negli antichi documenti come Combajo, potrebbe derivare dal latino culmen vallis per la sua posizione sopraelevata.

## Monumenti e luoghi d'interesse

### Chiesa di Santo Stefano
È sede della parrocchia del paese. Di essa si hanno notizie dal 1475, ma in origine era solo una piccola cappella dipendente dalla pieve di Miane. Rinnovata e riconsacrata nel 1610, nel 1616 fu elevata a chiesa curaziale e nel 1751 a parrocchiale autonoma. Nei decenni successivi sono stati effettuati nuovi rifacimenti, conclusi con l'ultima consacrazione nel 1868.

### Chiesetta di Ronch
È un piccolo santuario intitolato alla Madonna Addolorata, annesso al cimitero e inaugurato nel 1856. L'attuale aspetto neoclassico è il risultato dei rifacimenti di fine Ottocento. È il fulcro di una festa religiosa ripetuta ogni terza domenica di settembre in cui una statua della Vergine viene portata in processione.

### Chiesa di San Michele
Piccolo luogo di culto in località Serra, è citato sin dal XIV secolo, ma l'attuale edificio risale al Settecento. In passato vi si svolgevano le tradizionali rogazioni.  La fondazione è da collegarsi, obtorto collo, alla vicina abbazia di Follina. Furono infatti dei monaci estromessi e ribelli a costituire questo luogo di culto, quale sorta di esilio forzato. Proprio loro introdussero in questa zona la coltivazione della vite.

### Strada de la Fan
Fu costruita durante la Grande Guerra dagli occupanti Austriaci servendosi anche dell'aiuto di manodopera locale, compresi ragazzi, donne e anziani. A causa della terribile penuria del periodo di costruzione, essa venne soprannominata strada de la Fan, ovvero "della fame".
Risalendo le pendici delle Prealpi, servì per trasportare cannoni e altre armi in prossimità dei punti più alti. Su alcuni tratti sussiste ancora il ciottolato originale.

### Borgo Colmellere
Piccolo agglomerato a sudovest del centro, presso il confine con Valdobbiadene. Il toponimo è antichissimo ed è citato già attorno al 950 come Col de Melleris (da un proprietario terriero di nome Mellius).
Gli edifici sono organizzati secondo l'originario schema medievale, con una corte centrale in cui trovano posto il cortile, il pozzo e il forno. Le costruzioni conservano ancora alcuni elementi tradizionali come la ritonda, uno spazio semicircolare della cucina comprendente il focolare, che sporge all'esterno assieme alla canna fumaria,  e il piol, un ballatoio porticato al primo piano con parapetto in legno.

## Infrastrutture e trasporti
La frazione di Combai è collegata al centro di Miane  dalla linea n.121 di autobus della MOM: Valdobbiadene, Miane, Follina, Cison di Valmarino.